# Viglius van Aytta
Wigle Aytta van Zwichem, meglio noto come Viglius van Aytta o semplicemente Viglius, latinizzato come Viglius Zuichemus (Barrahuys, 1505 – Bruxelles, 1577), è stato un politico olandese.
Fu un famoso umanista, giurista e difensore del cattolicesimo.

## Biografia
Docente all'università di Padova dal 1532 al 1533 e all'università di Ingolstadt dal 1537 al 1542, nel 1541 fu nominato membro del consiglio segreto di Bruxelles. Favorito di Carlo V del Sacro Romano Impero, all'abdicazione di questi (1556), Viglius rassegnò le dimissioni, che furono però respinte da parte del successore Filippo II di Spagna.
Divenutone presidente nel 1549, cessò le cariche solo nel 1565. Nel 1562 fu consacrato dal cardinal de Granvelle e diventò prevosto del capitolo della Cattedrale di San Bavone.
Allievo di Andrea Alciato, è considerato il più grande giurista olandese della Storia. Nel 1534 pubblicò l'editio princeps della Parafrasi greca delle Istituzioni di Teofilo e nello stesso anno diede alle stampe i Commentaria in decem titulos Institutionum iuris civilis.

## Opere
- (LA) Teofilo Antecessor, Institutiones juris civilis in graecam linguam per Theophilum traductae, a cura di Viglius van Aytta, Basilea, Apud Joan. Tornaesium, 1533.
- Tagebuch des Schmalkaldischen Donaukriegs;
- Commentaria in decem titulos Institutionum juris civilis, Basilea, 1534.